# Puckellax
Puckellax (Oncorhynchus gorbuscha), också kallad pinklax eller rysk lax är en fiskart som först beskrevs av Johann Julius Walbaum 1792.  Puckellax ingår i släktet Oncorhynchus och familjen laxfiskar. Inga underarter finns listade i Catalogue of Life.

## Utbredning
Puckellax (Oncorhynchus gorbuscha) är en inhemsk art i norra Stilla havet men introducerades medvetet till älvar i nordvästra Ryssland mellan 1956-1998 i syfte att skapa nya fiskeresurser. Sedan dess har arten spridit sig naturligt västerut och förekommer nu i älvar i Norge, Finland, Sverige, Island och Skottland. Arten har ökat explosionsartat i Nordnorge sedan 2017 och antalet puckellaxar överstiger nu vida antalet inhemsk Atlantlax i vissa älvar och olika åtgärder för att reducera antalet puckellax har satts in i 94 norska älvar. Även i Sverige har puckellax börjat observerats under udda år sedan 2017, dock ännu i ringa antal. Puckellax har under 2017-2024 bekräftats i 13 vattendrag på västkusten, från Enningdalsälven i Bohuslän till Rönne å i Skåne, via fiskefångster, fisk-räknare med kameraövervakning eller eDNA-undersökningar men inga puckellaxar har bekräftats i Östersjön under denna period. Om man fångar en puckellax i Sverige ska den avlivas direkt och inte kastas tillbaka i vattnet för att hindra vidare spridning i svenska vatten. Fångsten bör även rapporteras, vilket kan göras via Havs- och vattenmyndighetens webbsida. Data från fångstrapporteringen används exempelvis inom svenska och internationella forskningsprojekt om artens spridning i Europa.

## Ekologi
Puckellax är en anadrom art med en tvåårig livscykel. Den kläcks i älvarna under vintern eller tidig vår, varpå smolten vandrar ut till havet under våren eller försommaren samma år de föds. I havet lever de i ungefär ett till ett och ett halvt år innan de återvänder till den älv de kläcktes i för att leka och sedan dö. Leken sker främst i augusti till september i Norden och arten kan vandra långt upp i älvsystemen om lämpliga habitat finns. Ynglen äter små bottendjur, insektslarver, hoppkräftor med mera i vattendragen. Den marina dieten i europeiska havsmiljön består bland annat av fisklarver, sill, gråsej och kräftdjur. Den korta livscykeln möjliggör snabb anpassning till nya miljöer.

## Ekologiska effekter
Dess snabba spridning i Atlanten väcker oro för påverkan på inhemska arter, särskilt på atlantlax (Salmo salar). Trots den snabba ökningen av puckellax i Nordatlanten finns det stora kunskapsluckor kring dess långsiktiga påverkan på inhemska arter och ekosystem, främst på grund av brist på forskningsmedel.
Puckellax och atlantlax delar många ekologiska nischer, vilket potentiellt kan leda till flera former av konkurrens i älvarna, så som konkurrens om lek-och uppväxthabitat samt föda. Puckellax kan vara aggressiv under leken och kan störa, skada eller tränga undan atlantlaxen från sina föredragna lekplatser. Vid höga tätheter av puckellax kan atlantlax fördröjas i sina uppströmsvandringar och ändra sitt lekbeteende och spridning i älvarna.
I Stilla havet sker ynglens utvandring till havet vanligen så snabbt att de orsakar minimal födokonkurrens i älvarna men i Atlanten har man kunnat påvisa att ynglen befinner sig längre tid i älvarna och äter där, vilket kan leda till födokonkurrens med atlantlaxens yngel och orsaka minskad tillväxt och överlevnad hos atlantlaxungarna. Puckellaxyngel kan dock potentiellt också vara föda till atlantlaxens äldre ungar.
Efter leken dör de lekande puckellaxarna i älven, vilket kan orsaka syrebrist och övergödning i redan näringsrika älvar men kan ge ökad produktion i näringsfattiga älvar. Döda puckellaxar kan också ätas av landlevande djur och ge näringstillförsel till närliggande terrestra system. Hybridisering mellan puckellax och atlantlax har inte dokumenterats i naturen men kan inte uteslutas.
Puckellaxen har hög tolerans för varmare vattentemperaturer vilket kan ge den en evolutionär fördel jämfört med mindre temperaturtoleranta arter när klimatet blir varmare i tempererade och subarktiska miljöer. Det finns tecken på att puckellax både ökar i antal och sprider sig längre söderut i Atlanten i takt med klimatförändringarna.
Puckellax är en god matfisk när den fångas i havet, men den tappar smak närmare leken när den vandrat upp i sötvatten.